# آلسیو دی باسکو
آلسیو دی باسکو (ایتالیایی: Alessio Di Basco؛ زادهٔ ۱۸ نوامبر ۱۹۶۴) دوچرخه‌سوار اهل ایتالیا است.